# Raymond Fassin
Pour les articles homonymes, voir Fassin.
Raymond Georges René Fassin, né le 6 décembre 1914 à Gennevilliers et mort le 12 février 1945 à Neuengamme, est instituteur et résistant français. Il est l'un des adjoints de Jean Moulin.

## Biographie
Raymond Georges René Fassin est le fils de Georges Alphonse Fassin et d'Yvonne Chapuy.
Le 11 avril 1939, il épouse, à Auxerre, Geneviève Devilliers.
En septembre 1935, il commence son service militaire au 37e régiment de Forteresse (37e RIF) affecté au secteur fortifié des Vosges. Il suit la formation d'élèves officiers de réserve à l'école de Saint-Maixent. À l'issue de sa formation, il est affecté comme lieutenant au 4e régiment d'infanterie. À la fin de son service militaire, il est instituteur au groupe scolaire Paul-Bert à Malakoff,.
Au début de la Seconde Guerre mondiale, il est mobilisé, en septembre 1939, au 132e régiment d'infanterie de forteresse (132e RIF) dans le sous-secteur de Marville sur la ligne Maginot.
En janvier 1940, il rejoint la base aérienne de Tours pour suivre une formation d'observateur aérien. Il obtient son brevet en juin 1940,.
Raymond Fassin, refuse la capitulation de la France.Il déserte la base aérienne de Tours et rejoint Saint-Jean-de-Luz où il embarque à bord du cargo polonais Jean Sobieski pour la Grande-Bretagne,.Le 23 juin 1940, à Londres, il s'engage dans les Forces aériennes françaises libres (FAFL). Après plusieurs mois d'entrainement, il est affecté à l'état-major « Air » des forces française libre,.
Le 20 septembre 1941, André Dewavrin, alias « Colonel Passy » obtient son affectation au Bureau central de renseignement et d'action (BCRA),.

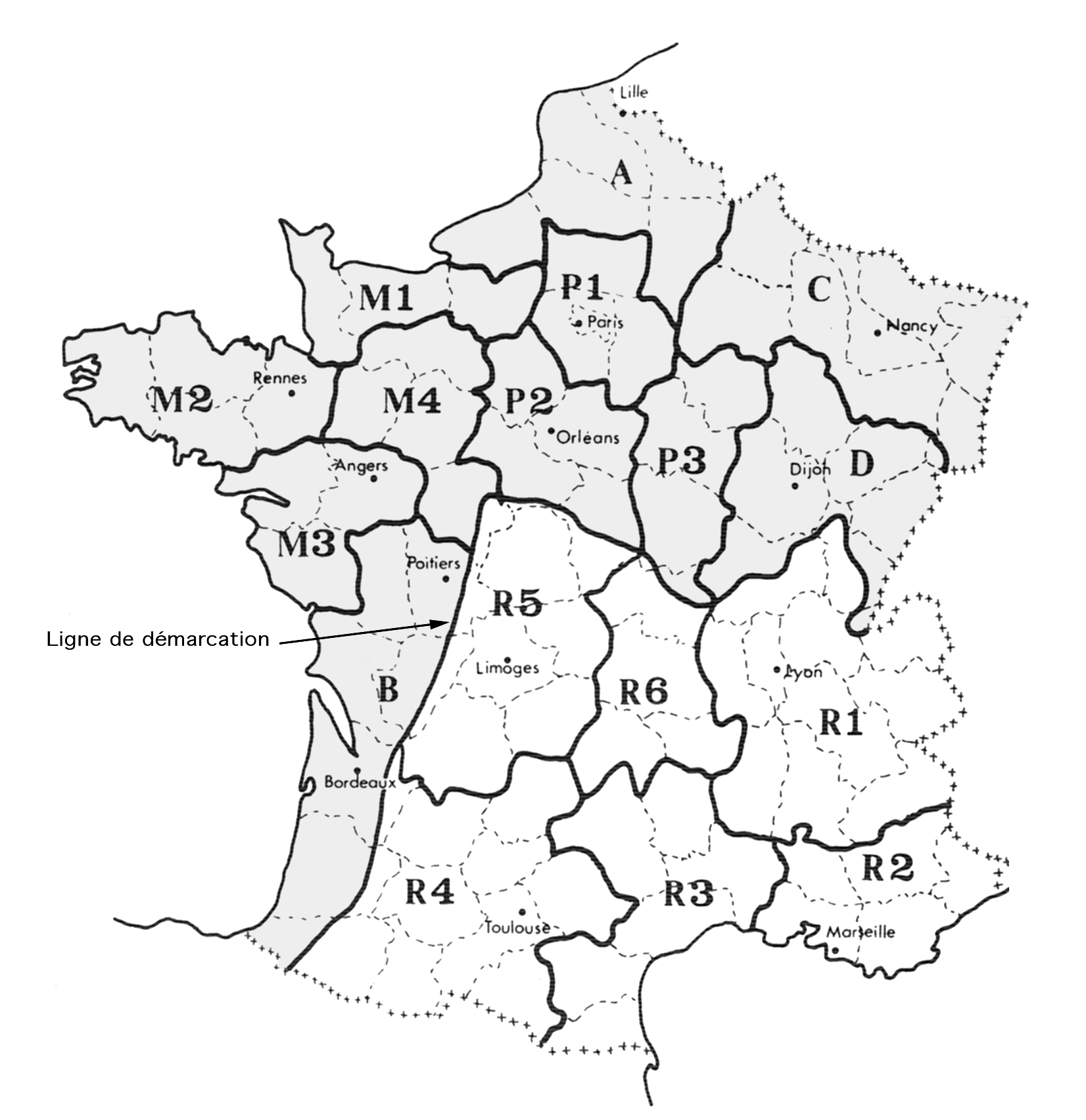
Les différentes régions de la Résistance française pendant la Seconde Guerre mondiale.

Dans la nuit du 1er au 2 janvier 1942, dans le cadre de la « mission Rex », Raymond Fassin et Joseph Monjaret alias « Hervé » sont parachutés au-dessus des Alpilles avec Jean Moulin qui les a choisi. Il prend le nom de code de « Sif ». Ses adjoints prendront des pseudonymes dérivés Sif Prime, Sif bis…etc. Rapidement, Jean Moulin le charge d'organiser les parachutages et liaisons aériennes clandestine avec la Grande-Bretagne. C'est la création du Service des opérations aériennes et maritimes (SOAM), puis Centre d’opérations de parachutage et d’atterrissage (COPA) et enfin Service des atterrissages et parachutages (SAP),.
Fin 1942, Jean Moulin, qui prépare la fusion des mouvements de la Résistance intérieure, lui confie la coordination de six régions de la zone Sud (R1 à R6). Mais au printemps 1943, il est considéré comme "grillé" et Jean Moulin décide de le renvoyer en Grande-Bretagne qu'il rejoint... le 18 juin 1943,.
Dans la nuit du 15 au 16 septembre 1943, dans le cadre de la mission « Piquier », il est parachuté en France, comme délégué militaire régional de la région A. Il doit organiser l'action de la Résistance en vue du futur débarquement,.
Le 2 avril 1944, à la suite d'une dénonciation, Raymond Fassin est arrêté à Paris avec sa compagne enceinte Henriette Gilles alias « Sif 5, Solange, Carole ». Il est interné, le 2 mai 1944, à la prison de Loos-les-Lille, puis déporté le 31 août 1944 au camp de concentration d'Oranienbourg-Sachsenhausen qu'il atteint le 5 septembre. Fin octobre 1944, il est déporté au camp de concentration de Neuengamme ou il meurt au Kommando de Watenstedt le 12 février 1945,.

## Reconnaissance
- Une plaque placée à l'entrée du groupe scolaire Paul Bert à Malakoff honore sa mémoire.
- Son nom est inscrit au pied de la statue du mémorial Jean Moulin à Salon-de-Provence et à Vanves sur la stèle en hommage « hommage aux victimes vanvéennes de la barbarie nazie ».
- Depuis 1948, une rue porte son nom à Malakoff (Hauts de Seine)

## Décorations
Il est reconnu « Mort pour la France » (1er août 1946) et « Mort en déportation »,,.
- Chevalier de la Légion d'honneur avec la citation suivante[2],[3] :

« Officier admirable. Après avoir accompli une mission de 18 mois en France, s’est porté Volontaire, bien que recherché par la Gestapo, pour effectuer une nouvelle mission. Depuis septembre 1943, a réussi à mettre en place les plans militaires prévus par le Commandement interallié, et contribué à l’organisation de la Résistance dans l’une des régions les plus importantes de France, où la densité des troupes allemandes et l’activité de la Gestapo sont particulièrement dangereuses »

- Médaille de la Résistance française avec rosette par décret du 31 mars 1947[5] ;
- Croix de guerre 1939–1945[réf. nécessaire] ;
- King's Medal for Courage in the Cause of Freedom (9 septembre 1947)[2],[3].